# Keiko Takemiya
Keiko Takemiya (竹宮 惠子, Takemiya Keiko, Tokushima, 13 gebruari 1950) is een Japans mangaka. Ze is deel van de Jaar 24 Groep en woont in Kamakura te Kanagawa.

## Carrière
De Jaar 24 Groep was een verzameling Japanse vrouwelijke mangaka uit de vroege jaren 1970 die ervoor zorgden dat de creatie van shojomanga (manga voor meisjes en jonge vrouwen) vanaf dan vaker door vrouwen dan door mannen gebeurde. Als deel van deze groep was Takemiya een pionier in manga over mannelijke homoseksualiteit. In december 1970 publiceerde ze een kortverhaal getiteld In the Sunroom in het magazine Bessatsu Shōjo Komikku. Dit is waarschijnlijk de eerste shonen-ai manga en bevat de vroegste kus tussen twee mannen in een shojomanga.
Takemita's invloeden zijn onder meer shonenmanga (manga voor jongens en jonge mannen), het oeuvre van Shotaro Ishinomori en verscheidene films en documentaires. Na de publicatie van Sora ga Suki! reisde Takemiya in 1972 naar Europa om er onderzoek te doen voor haar Kaze to Ki no Uta. Later trok ze bijna jaarlijks naar diverse delen van Europa.
Twee van haar bekendste werken zijn Terra e... en Kaze to Ki no Uta. Deze reeksen speelden in de jaren 1970 en '80 een pioniersrol in de mangawereld. In 1979 won ze de Shogakukan Manga-prijs voor de categorie van zowel shonen- als shojomanga voor deze twee werken. In datzelfde jaar kreeg ze de Seiun Award voor Terra e.... Takemiya wordt gezien als een van de eerste succesvolle vrouwelijke artiesten die zowel shojo- als shounenmanga tekenden. Verscheidene reeksen van haar hand kregen een animebewerking, waaronder Terra e... in 1980 en 2007, Natsu e no Tobira in 1981 en Kaze to Ki no Uta in 1987. In 1983 werkte ze als designer mee aan de langspeelfilm Crusher Joe van Sunrise. Ze werkte er samen met andere bekende mangaka als Yumiko Igarashi, Fujihiko Hosono, Rumiko Takahashi, Hideo Azuma, Hisaichi Ishii, Katsuhiro Otomo, Miki Tori, Shinji Wada en Akira Toriyama.
Sinds 2000 geeft Takemiya les aan de mangafaculteit van de Kyoto Seika Universiteit. Van april 2008 tot maart 2013 was ze er decaan van de faculteit. In april 2014 tot maart 2018 nam ze de leiding ervan in handen. Van 2009 tot 2014 was ze ook lid van het selectiecomité van de Tezuka Osamu Cultuurprijs.

## Prijzen
In 2014 ontving Takemiya de Eremedaille met het paarse lint van het ministerie van binnenlandse zaken en communicatie van Japan vanwege haar bijdrages aan de mangawereld.

## Werkselectie
- Ringo no Tsumi (りんごの罪, 1968)
- In the Sunroom (サンルームにて, 1970)
- Sora ga Suki! (空がすき!|空がすき!, 1971-1972)
- Variation series (変奏曲シリーズ|変奏曲シリーズ, 1974-1985)
- The Tomb of the Pharaoh (ファラオの墓|ファラオの墓, 1974-1976)
- Natsu e no Tobira (夏への扉, 1975)
- Kaze to Ki no Uta (風と木の詩, 1976–1984)
- Fly Me to the Moon! (私を月まで連れてって!, 1977-1987)
- To Terra... (地球へ…, 1977–1980) (in het Engels uitgegeven door Vertical)
- Andromeda Stories (アンドロメダ・ストーリーズ, Andromeda stories, 1980-1982) (in het Engels uitgegeven door Vertical, verhaal van sciencefiction auteur Ryu Mitsuse)
- Tenma no Ketsuzoku (天馬の血族, Tenma no ketsuzoku, 1992–2000)